# Christian Pihl Pedersen
Christian Pihl Pedersen (født 29. maj 1989 i Nykøbing Falster) er en dansk fodboldspiller.
Da han som helt ung underskrev kontrakt med FC Nordsjælland, blev drengen fra Falster for første gang i karrieren professionel. Han kom fra et semiprofessionel ophold i LFA og herved underskrev han en 2½ årig kontrakt med den sjællandske klub. 
Selvom det startede godt for talentet i FCN, hvor han var i truppen til sæsonens to første kampe, begyndte det at gå ned ad bakke. Adskillige skader ødelagde Pihls muligheder for at overbevise Wieghorst og co.. Det endte derfor med et skilsmisse med FC Nordsjælland i julen 2008, hvor han forlod klubben og vendte tilbage til barndomsklubben Lolland-Falster Alliancen, hvor han har nummer 7, og skal genopbygge det talent, der før få år siden gjorde ham til et interessant objekt for flere europæiske klubber.